# 1939年1月希特勒国会演讲
1939年希特勒国会演讲是指1939年1月30日纳粹德国元首阿道夫·希特勒于帝国议会发表演讲。演讲内容中最著名之处莫过于是他的预言：“世界大战爆发之际，便是欧洲犹太民族覆灭之时”。

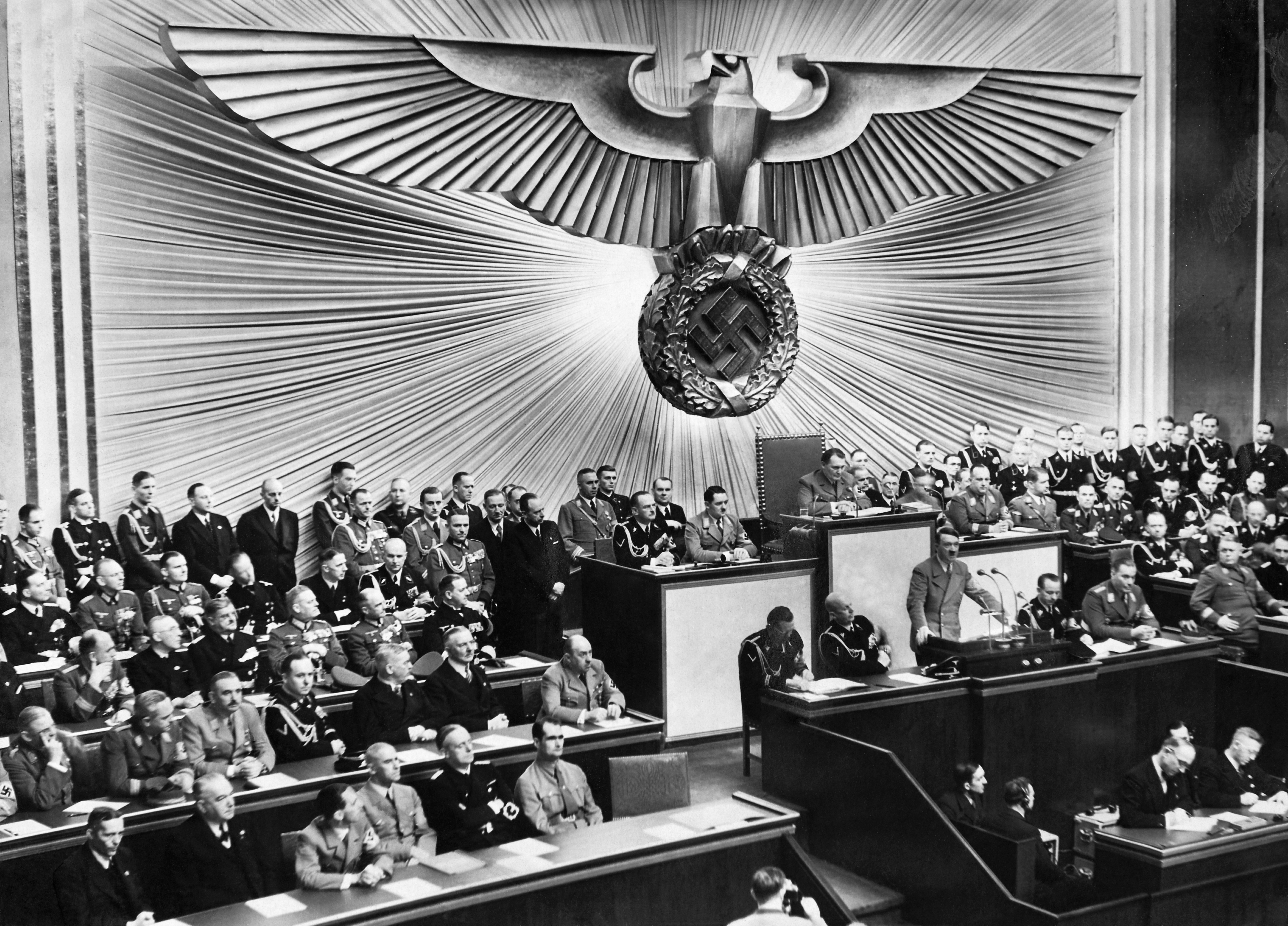
阿道夫·希特勒在演讲

时值纳粹掌权六周年之际，纳粹德国宣传部长约瑟夫·戈培尔帮忙撰写了希特勒的演讲稿 。整场演讲长达两或两个半小时。演讲内容涉及从纳粹德国政府内政政策到外交政策。

## 外交政策
在演讲中，希特勒提到慕尼黑协定，并承认在五月危机后，若捷克斯洛伐克不屈服于他提出的要求捷克斯洛伐克「在1938年10月2日前交出苏台德区」的通牒，那他将计划对捷克斯洛伐克实施军事入侵。在提到这是“对帝国威望的严重打击”和“不可容忍的挑衅”时，希特勒称：“苏台德区是通过德国诉诸战争的意愿和决心而非外交手段取得的”。
这是自慕尼黑会议以来，希特勒首次暗示德国要做进一步的扩张。他指出“若要永久保证我们的粮食供应，那么，扩大我们人民的生存空间至关重要”。这是因为德国目前不得不“为了进口食品而出口”。他抱怨说，德国被“前战胜国的执迷不悟”阻止了扩张。德国历史学家朗格里希写道：「要求生存空间和承诺和平，很快成为德国宣传的标准内容」。

## 犹太人问题
尽管1938年7月召开的埃维昂会议未能使其他国家接受德国犹太人的移民。但纳粹仍试图加快犹太人移民出德国的计划进展。为此，戈林还与政府间难民委员会主任乔治·鲁布利讨论。希特勒嘲笑那些对犹太人抱以同情的「没有良心的德国商人」，他抱怨说，世界上有 「足够的定居空间 」可供犹太人移居，并认为欧洲「在犹太人问题得到解决之前不可能回归真正的平静」。在希特勒演讲关于犹太人的长篇大论中，希特勒首先嘲笑他们：「（尽管）整个民主世界都在对可怜的受折磨的犹太人表示同情，但在帮助这些所谓‘人类最宝贵的成员’时则表现得铁肠石心。」他说，现在是时候把「世界公敌犹太人绊倒在地」了。而且德国政府完全有决心于「摆脱这些人」。
希特勒指责犹太人「除了政治和卫生之疾病外一无是处」，犹太人寄生于德意志民族之上，德国人反倒成了「自己国家的乞丐」。他断言，必须结束这种「是善良的上帝有意让犹太民族依靠其他民族的身体和劳动来生存」，否则犹太人将「屈服于难以想象的严重危机」的误解。希特勒又称，犹太人正试图「在数百万人民中挑起和使他们陷入一场对他们来说完全没有意义而只为犹太人利益服务的冲突中」。而后，希特勒阐明他的主要观点：
在我的一生中，我常常预言，但大多数时候被人嘲笑。在我争夺权力时，先是犹太人，在我预言「有一天，我将担任德国——这一国家和人民的领袖」届时「我将推动解决（德国的）犹太人问题及其他问题」时，他们对我的预言报以嘲笑。我相信，現今德国犹太人的这种空洞的笑声已咽在喉咙里。我今天想再次预言：「若欧洲内外的国际金融犹太人再次成功地使各国陷入一场世界大战之中，那结果将不是地球的布尔什维克化和犹太人取胜，而是犹太人就此在欧洲毁灭」。

## 其他话题
此后，希特勒讨论了在纳粹德国的教会情况，威胁要实行完全的政教分离。这将对新教和天主教的教会造成严重的经济后果。他说，虐待儿童或批评政府的神职人员将不会享有任何豁免权。

## 反响
希特勒关于犹太人的预言被转载到纳粹党党报人民觀察家報和一本小册子中。演讲也同时在广播电台直播。戈培尔还指示负责宣传部电影部门的弗里茨·希普勒录制影片而将演讲中包括希特勒威胁犹太人之部分，同时用音频和影片录制下来（这在当时是项了不得的技术创举），并在希特勒亲自批准后纳入每周的《联合报》新闻片放映。通常的新闻片常淡化民族共同體的排外性，但在1939年1月首次将党和领导人与纳粹对犹太人的政策相联。历史学家理查德·J·埃文斯写道，这种对犹太人的威胁表现「公开得不能再公开」了。
演讲进行时，无论德国内外的犹太人与非犹太人都在密切关注希特勒演讲，因为时值水晶之夜刚结束不久，且欧战爆发的乌云也笼罩于欧洲之上。演讲结束随后几天里，希特勒之演讲在德国引起广泛讨论。德国犹太日记家路易斯·索爾米茨和維克多·克倫佩勒在他们的日记中提到了这一演讲，但没重视希特勒给予的对犹太人的威胁。
德国之外，各国的报导也多重视于希特勒演讲中的地缘政治因素，而非对犹太人的威胁。些许外国评论家将演讲解释为「一旦德国的合法诉求得到满足，和平的愿望自然就会实现」。
纽约意第緒語报纸《前锋报》在头版提到希特勒对犹太人威胁，然报道中却只讨论了欧战爆发的威胁与德国、意大利与日本之间联盟之事。华沙意第緒语报纸《今日》从1月31日开始分几期讨论了该演讲，但没强调希特勒的预言。1月31日，该报刊登了演讲的主要内容，也没有提及预言，在隔天发表对演讲的分析中，摩西·尤斯特曼在其中讨论了绥靖主义和其他外交政策之问题。

### 引用
1. 1 2 3  Wodak, Ruth; Richardson, John E. . Routledge. 2013: 56  [2023-01-26]. ISBN 978-0-415-89919-2. （原始内容存档于2023-01-26） （英语）.
2. 1 2 3  Musolff 2013，第56頁.
3. ↑  Thacker 2010，第205頁.
4. 1 2 3 4  Somerville 2012，第131頁.
5. ↑  Bauer 1994，第35頁.
6. ↑  Longerich 2019，第605–606頁.
7. 1 2 3 4  Longerich 2019，第605頁.
8. 1 2 3  Garbarini et al. 2011，第103頁.
9. ↑  Mommsen 1997，第147–148頁.
10. 1 2 3  Koonz 2003，第253頁.
11. 1 2  Mommsen 1997，第150頁.
12. ↑  Bauer 1994，第36頁.
13. ↑  Confino 2014，第153–154頁.
14. 1 2  Longerich 2019，第604頁.
15. ↑  Herf 2006，第52頁.
16. ↑  Longerich 2019，第606頁.
17. ↑  Goldhagen 1996，第142頁.
18. ↑  Kley 2000，第210頁.
19. 1 2  Evans 2006，第604頁.
20. ↑  Jersak 2008，第304頁.
21. ↑  Niven 2018，第119頁.
22. ↑  Garbarini et al. 2011，第104頁.
23. 1 2  Koonz 2003，第254頁.
24. 1 2  Domeier 2019，第105頁.
25. ↑  Garbarini et al. 2011，第105頁.

### 书籍
- Bauer, Yehuda. . Yale University Press. 1994. ISBN 978-0-300-06852-8 （英语）.
- Confino, Alon. . Yale University Press. 2014. ISBN 978-0-300-19046-5 （英语）.
- Domeier, Norman. . Gruner, Wolf; Ross, Steven Joseph  (编). . Purdue University Press. 2019: 91–114. ISBN 978-1-61249-616-0 （英语）.
- Evans, Richard J. . Penguin. 2006. ISBN 978-1-4406-4930-1 （英语）.
- Evans, Richard J. . Oxford University Press. 2015. ISBN 978-0-19-022841-5 （英语）.
- Garbarini, Alexandra; Kerenji, Emil; Lambertz, Jan; Patt, Avinoam.  2. Rowman & Littlefield. 2011. ISBN 978-0-7591-2039-6 （英语）.
- Goldhagen, Daniel Jonah. . Alfred A. Knopf. 1996. ISBN 978-0-679-44695-8 （英语）.
- Herf, Jeffrey. . Harvard University Press. 2006. ISBN 978-0-674038-59-2.
- Jersak, Tobias. . Blank, Ralf  (编). . Germany and the Second World War IX/I. Clarendon Press. 2008: 287–370 [2004]. ISBN 978-0-19-160860-5 （英语）.
- Kershaw, Ian. . Yale University Press. 2008. ISBN 978-0-300-14823-7 （英语）.
- Kley, Stefan.  [Intention, announcement, implementation: Hitler's Reichstag speech of 30 January 1939]. Zeitschrift für die Geschichtswissenschaft（德语）. 2000, 48 (3): 197–213. ISSN 0044-2828. OCLC 224453284 （德语）.
- Koonz, Claudia. . Harvard University Press. 2003. ISBN 978-0-674-01172-4 （英语）.
- Longerich, Peter. . Oxford University Press. 2019. ISBN 978-0-19-005673-5 （英语）.
- Mommsen, Hans. . History and Memory（英语：History and Memory）. 1997, 9 (1/2): 147–161. ISSN 0935-560X. JSTOR 25681003. doi:10.2979/HIS.1997.9.1-2.147.
- Musolff, Andreas. . Wodak, Ruth; Richardson, John E.  (编). . Routledge. 2013. ISBN 978-0-415-89919-2 （英语）.
- Niven, Bill. . Yale University Press. 2018. ISBN 978-0-300-23539-5 （英语）.
- Somerville, Keith. . Springer. 2012. ISBN 978-1-137-28415-0 （英语）.
- Thacker, Toby. . Palgrave Macmillan. 2010 [2009]. ISBN 978-0-230-27866-0.